# Федотов, Феликс Николаевич
Фе́ликс Никола́евич Федо́тов (3 июля 1929, Томск — 24 июня 1997) — советский дипломат. Чрезвычайный и полномочный посол (1978).

## Биография
Родился в семье доктора медицинских наук, профессора Николая Петровича Федотова (1901—1966) и кандидата медицинских наук Клавдии Ивановны Полковниковой.

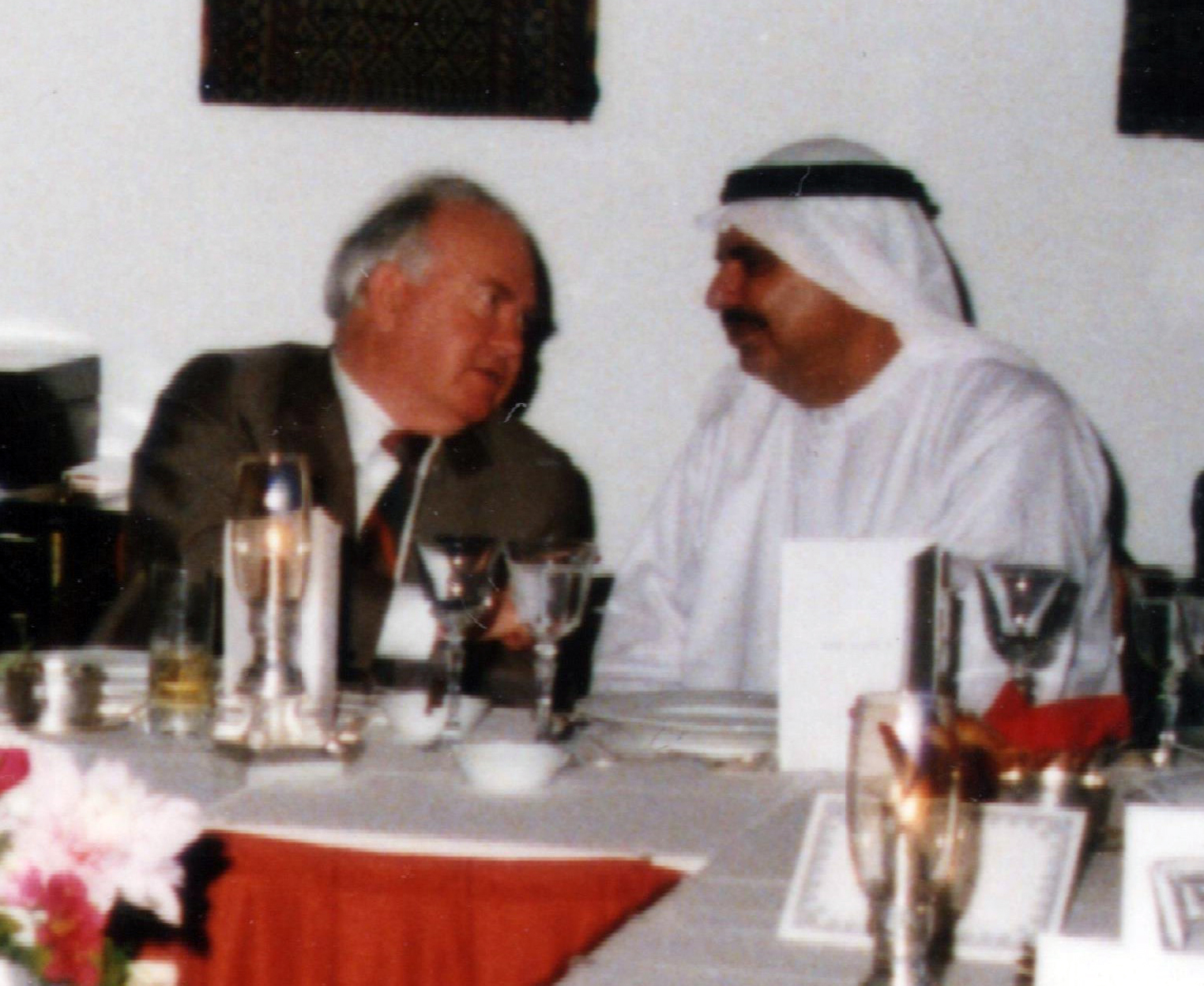
Посол СССР в Абу-Даби Ф. Н. Федотов на приёме беседует с арабским бизнесменом Зейналом Мохебби. Дубай, гостиница Шератон, 1987 г.

Член ВКП(б). Окончил МГИМО МИД СССР (1952). На дипломатической работе с 1952 года.
- В 1952—1957 годах — стажёр, атташе Посольства СССР в Бирме.
- В 1957—1959 годах — третий секретарь, второй секретарь Отдела Юго-Восточной Азии МИД СССР.
- В 1959—1963 годах — второй секретарь, первый секретарь Посольства СССР в Судане.
- В 1963—1968 годах — первый секретарь, советник, и. о. заместителя заведующего Отделом стран Ближнего Востока МИД СССР.
- В 1968—1969 годах — советник Посольства СССР в Ираке.
- В 1969—1972 годах — советник-посланник Посольства СССР в Ираке.
- В 1972 году — заместитель заведующего Отделом стран Ближнего Востока МИД СССР.
- С 12 декабря 1972 по 19 сентября 1978 года — чрезвычайный и полномочный посол СССР в Судане[1].
- С 19 декабря 1978 по 3 мая 1982 года — чрезвычайный и полномочный посол СССР в Народной Демократической Республике Йемен[2].
- В 1982—1984 годах — эксперт, заместитель заведующего Отделом стран Ближнего Востока МИД СССР.
- С 12 сентября 1984 по 23 сентября 1986 года — чрезвычайный и полномочный посол СССР в Сирии[3].
- С 24 сентября 1986 по 11 сентября 1990 года — чрезвычайный и полномочный посол СССР в Объединённых Арабских Эмиратах[4].

Похоронен на Кунцевском кладбище Москвы.

## Награды
- Орден Трудового Красного Знамени (1971)
- Орден Дружбы народов (1979)

## Дипломатический ранг
- Чрезвычайный и полномочный посол (15 ноября 1978)